# 彭德縣 (北卡羅萊納州)
彭德县（英語：Pender County）是美國北卡羅萊納州南部大西洋岸的一個縣。面積2,416平方公里。根據美國2000年人口普查，共有人口41,082人。縣治伯高 (Burgaw)。
成立於1875年2月16日。縣名紀念在葛底斯堡之役中受致命傷的南方軍將領威廉·D·彭德 （William Dorsey Pender）。